# سرنای نوروز
سرنای نوروز نام آلبومی تصویری است از گروه موسیقی رستاک با گرایش موسیقی فولکلور ایران که در سال ۱۳۹۲ به سرپرستی و آهنگسازی سیامک سپهری، خوانندگی فرزاد مرادی و بهزاد مرادی، توسط مؤسسه فرهنگی هنری سینما ۲۴ منتشر شد. سرنای نوروز به پاسداشت آیین کهن نوروز در ایران ساخته شده است و برگرفته از موسیقی مناطق بختیاری، خراسان، مازندران، آذربایجان، بلوچستان، گیلان و کردستان می باشد.

## همنوازان
- سیامک سپهری: سرپرست گروه و نوازنده تار
- فرزاد مرادی: خواننده و نوازنده دوتار، سه تار، تنبورک
- بهزاد مرادی: خواننده و نوازنده دمام، دسرکتن، نقاره قشقایی و دوتار
- پیران مهاجری: نوازنده عود، دهل، دم دم
- سارا نادری: نوازنده دوتار، سه تار، دمام، تار، ناقارای آذری، دسرکتن
- اکبر اسماعیلی پور: نوازنده تار
- محمد مظهری: نوازنده کمانچه
- یاور احمدی فر: نوازنده دف، دایره بوشهری
- نگار اعزازی: نوازنده دف، دهل، دایره، دم دم و دیره ی بوشهری
- نیما نیک طبع: نوازنده دف، دهل، دم دم
- امید مصطفوی: نوازنده تمبک، نقاره ی قشقایی، ضرب، تمپو
- کاوه سروریان: نوازنده نی، سرنا و دوزله
- دانوش اسد پور: نوازنده سنتور
- یاسر نوازنده: نوازنده لله وا، قشمه، کرنا، قرنه، بالابان، دونلی
- حسنا پارسا: نوازنده کمانچه
- سپهر سعادتی: نوازنده کنتر باس

## آهنگ‌ها
- هله مالی (بوشهری)
- یار (استان فارس)
- لاره (مازندرانی)
- اله خانه (کرمانجی)
- هلهله (قشقایی)
- سرنای نوروز (به پاسداشت آیین کهن نوروز و برگرفته از موسیقی مناطق بختیاری، خراسان، مازندران، آذربایجان، بلوچستان، گیلان و کردستان)